# Соботта, Йоханнес
Йоханнес Соботта (нем. Johannes Sobotta,31 января 1869, Берлин — 20 апреля 1945, Бонн) — немецкий анатом.

## Биография
В 1891 году получил звание доктора медицины. Работал в лаборатории Кёлликера (Вюрцбург). Был директором Анатомического института Боннского университета.

## Научная деятельность
Главнейшие работы его касаются эмбриологии позвоночных:
- «Die Befruchtung und Furchung des Eies der Maus» («Archiv f. mikrosk. Anatomie», 1896),
- «Die Bildung des corpus luteum beim Kaninchen» («Anatomische Hefte», 1897),
- «Die Reifung und Befruchtung des Eies von Amphioxus lanceolatus» («Arch. f. mikrosk. Anatomie», 1897),
- «Die Gastrulation von Amphioxus lanceolatns» («Verhandlungen der physikal. mediciniscen Gesellschaft», Вюрцбург, 1897): также напеч. ряд статей в «Ergebnisse der Anatom. und Entwickl.» (1897 и 98).

Созданный им атлас анатомии был переведён и издан: Атлас анатомии человека / Под ред. Р. Путца, Р. Пабста; пер. с англ., под ред. В. В. Куликова. В 2 т.